# Platymiscium ellipticum
Platymiscium ellipticum är en ärtväxtart som beskrevs av Henry Hurd Rusby. Platymiscium ellipticum ingår i släktet Platymiscium och familjen ärtväxter. Inga underarter finns listade i Catalogue of Life.